# Bandamanna saga

Bandamanna saga (en français : Saga des Alliés) est l'une des sagas des Islandais. C'est la seule d'entre elles qui se déroule entièrement après l'adoption du christianisme de l'an 1000[réf. nécessaire]. 
L'histoire commence avec la rencontre entre Odd, fils de Ufeig, et Uspak, fils de Glum et neveu de Grettir. Odd était devenu riche et respecté, avec un peu d'aide de la part de son père, tandis qu'Uspak était réputé pour son caractère difficile. Uspak demande à Odd de l'accueillir chez lui; ce dernier accepte malgré la mauvaise réputation de son invité. Cela se déroule bien et le mauvais bougre arrive à rentrer dans les bonnes grâces de son hôte. Vint le moment où Odd part pour un voyage commercial; il demande alors à Uspak d'être son intendant et de prendre à sa place la charge de prêtre lors de son absence. Celui-ci accepte. 
L'intendance se passe bien, mais au retour de Odd, Uspak rechigne à lui rendre la charge de prêtre. Leur relation se dégrade alors, et Uspak finit par partir dans le pays d'une riche femme qu'il a courtisée durant le voyage de Odd, Swala.
Un jour, des animaux appartenant à Odd disparaissent, alors que cela ne lui était jamais arrivé. Uspak est suspecté. Vali, ami fidèle de Odd qui vivait avec lui, lui promet d'aller voir Uspak et de s'assurer de son innocence. L'entretien n'est pas concluant et pousse Odd et Vali à aller rendre visite à leur ancien compagnon. Celui-ci tue Vali en le prenant pour Odd, dont il voulait se venger. Ce dernier essaye de faire condamner l'assassin, mais il échoue à cause d'un vice de procédure.
En revenant, désappointé, chez lui, Odd rencontre son vieux père. Celui-ci lui propose de l'aider en échange d'argent; il arrive à convaincre le jury à changer d'avis et obtient donc la condamnation d'Uspak.
À la suite de cela, Thorarin, le père de Swala, et Styrmir, son ami, fomentent un complot avec quatre autres personnes, pour couler Odd et accaparer ses richesses. 
Le reste de la saga raconte comment Ufeig arrive à déjouer le complot. Odd se marie et finit sa vie comme un homme respectable.

## Édition en français
- La Saga des alliés, Paris 1989, de Alain Marez